# Ted Knight
Ted Knight, pseudonimo di Tadeusz Wladyslaw Konopka (Terryville, 7 dicembre 1923 – Glendale, 26 agosto 1986), è stato un attore statunitense, noto soprattutto per il ruolo di Ted Baxter nella serie televisiva Mary Tyler Moore.

## Biografia
Nato da genitori polacco-americani, Sophia Kavaleski e Charles Walter Konopka, Ted Knight abbandonò il liceo per arruolarsi nell'esercito degli Stati Uniti, durante la seconda guerra mondiale, insieme al suo amico d'infanzia Bernard P. Dzielinski. Membro del 296º Combat Engineer Battalion, fu insignito di cinque Battle Stars per il servizio prestato sul fronte europeo.
Nel 1948 sposò Dorothy Smith, dalla quale ebbe tre figli: Ted Jr., Elyse ed Eric.
Nel gennaio 1985 Knight ottenne il riconoscimento della stella sulla Hollywood Walk of Fame per i suoi contributi all'industria televisiva, al 6673 di Hollywood Boulevard.
Nel 1977, pochi mesi dopo la conclusione della serie Mary Tyler Moore, a Knight fu diagnosticato un cancro al colon per il quale dovette sottoporsi a cure per diversi anni. Nel 1985 la malattia tornò a manifestarsi e, nonostante i trattamenti, si diffuse in altri organi. Knight continuò a lavorare anche dopo aver subito un intervento chirurgico, tuttavia, a seguito di complicazioni, gli fu consigliato di non riprendere il lavoro nella serie televisiva Vicini troppo vicini fino a quando non si fosse ripreso. Le sue condizioni continuarono però a peggiorare e il 26 agosto 1986 Knight morì all'età di 62 anni.

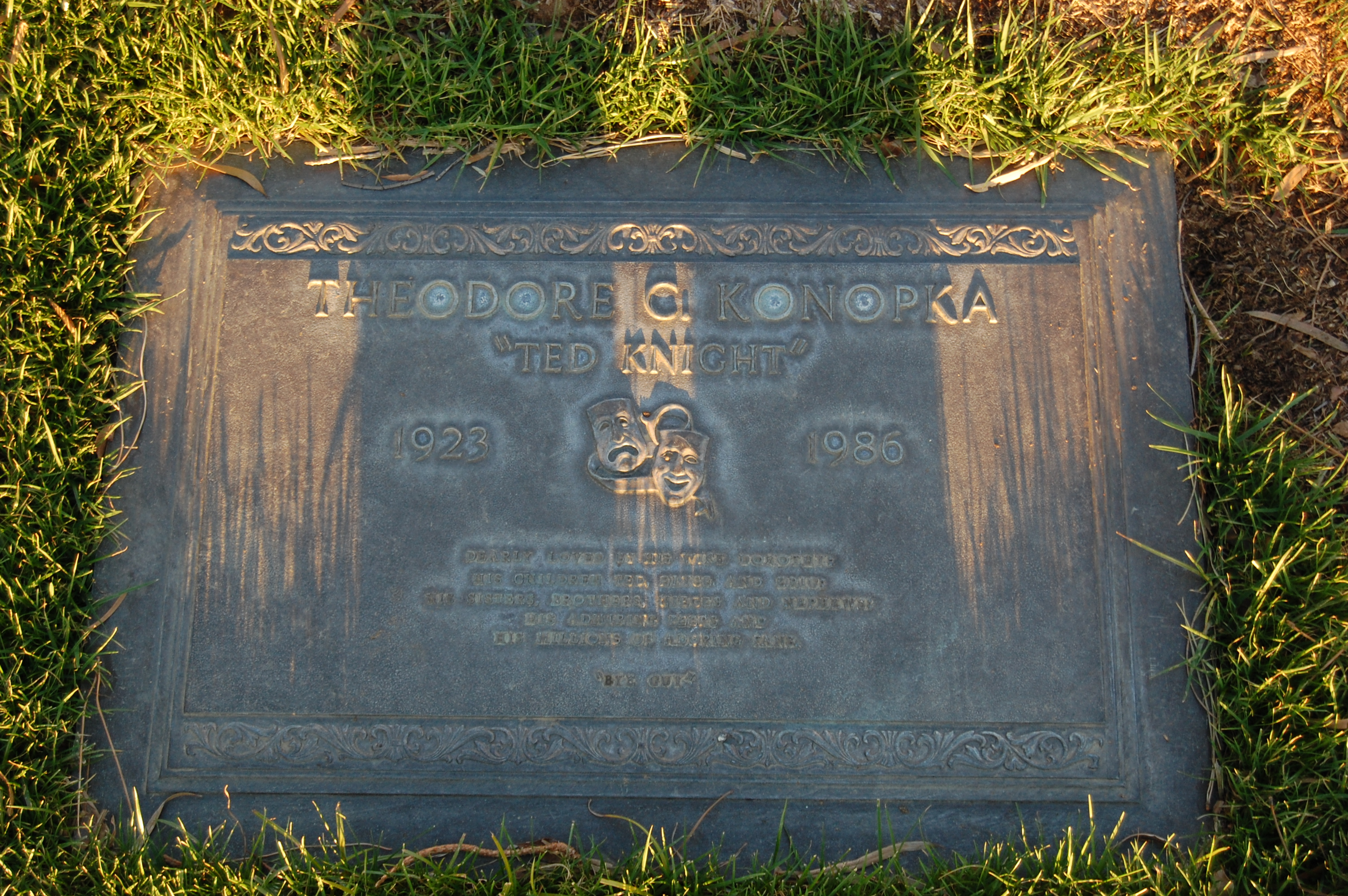
Tomba di Ted Knight

È sepolto nel Forest Lawn Memorial Park a Glendale, in California. La sua lapide riporta il nome Theodore C. Konopka e cita le parole "Bye Guy" (“Ciao ragazzi”), un riferimento al suo tormentone nel ruolo di Ted Baxter.
La sua città natale, Terryville, nel Connecticut, gli ha dedicato il ponte di Canal Street sul fiume Pequabuck. Sul ponte c'è una targa di bronzo con la sua immagine.

## Filmografia parziale

### Cinema
- Assedio all'ultimo sangue (13 Fighting Men), regia di Harry W. Gerstad (1960)
- Psyco (Psycho), regia di Alfred Hitchcock (1960)
- Tanoshimi, è bello amare (Cry for Happy), regia di George Marshall (1961)
- Cavalcarono insieme (Two Rode Together), regia di John Ford (1961) - non accreditato
- La notte delle iene (13 West Street), regia di Philip Leacock (1962)
- La belva del secolo (Hitler), regia di Stuart Heisler (1962)
- Io sono Dillinger (Young Dillinger), regia di Terry O. Morse (1965)
- Conto alla rovescia (Countdown), regia di Robert Altman (1968)
- Palla da golf (Caddyshack), regia di Harold Ramis (1980)

### Televisione
- Ai confini della realtà (The Twilight Zone) – serie TV, episodio 1x07 (1959)
- Peter Gunn – serie TV, episodio 2x02 (1959)
- Gunsmoke – serie TV, 2 episodi (1959-1965)
- Lock-Up – serie TV, episodio 1x21 (1960)
- Alfred Hitchcock presenta (Alfred Hitchcock Presents) – serie TV, episodio 5x33 (1960)
- Mr. Lucky – serie TV, episodio 1x32 (1960)
- L'uomo e la sfida (The Man and the Challenge) – serie TV, episodi 1x32-1x33 (1960)
- Pete and Gladys – serie TV, episodio 1x02 (1960)
- Surfside 6 – serie TV, episodio 1x24 (1961)
- General Electric Theater – serie TV, episodio 10x08 (1961)
- Bonanza – serie TV, 2 episodi (1961-1966)
- Lotta senza quartiere (Cain's Hundred) – serie TV, episodio 1x29 (1962)
- Hawaiian Eye – serie TV, episodio 3x36 (1962)
- Il virginiano (The Virginian) – serie TV, 2 episodi (1962-1963)
- Ripcord – serie TV, episodio 2x25 (1963)
- Sotto accusa (Arrest and Trial) – serie TV, episodio 1x14 (1963)
- The Lieutenant – serie TV, episodio 1x23 (1964)
- I giorni di Bryan (Run for Your Life) – serie TV, episodio 1x01 (1965)
- Get Smart – serie TV, 2 episodi (1966-1967)
- Selvaggio west (The Wild Wild West) – serie TV, episodio 4x06 (1968)
- The Outsider – serie TV, episodio 1x11 (1968)
- Star Trek – serie animata, 1 episodio (1973)
- Mary Tyler Moore – serie TV, 165 episodi (1970-1977)
- Love Boat (The Love Boat) – serie TV, 6 episodi (1980-1983)
- Vicini troppo vicini (Too Close for Comfort) – serie TV, 129 episodi (1980-1987)

## Riconoscimenti
- 2 Emmy Awards: 1973 e 1976;
- Stella alla Hollywood Walk of Fame: Categoria Star della TV, 	6673 Hollywood Blvd.

Per il ruolo di Ted Baxter in Mary Tyler Moore è stato candidato due volte al Golden Globe per il miglior attore non protagonista in una serie (1973 e 1976)

## Doppiatori italiani
Nelle versioni in italiano delle opere in cui ha recitato, Ted Knight è stato doppiato da:
- Ettore Conti in Vicini troppo vicini (st. 1-2)
- Nando Gazzolo in Vicini troppo vicini (st. 3-5)
- Marcello Tusco in Mary Tyler Moore